# Mike White (acteur)
Pour les articles homonymes, voir White et Mike White.
Mike White est un acteur américain, né le 21 octobre 1961 à Columbia, Caroline du Sud (États-Unis).

## Filmographie

### Télévision
- 1994 : Désir de vengeance (Bitter Vengeance) (TV) : Savrese
- 1996 : Bloodhounds (TV) : Detective #2 (Rierson)
- 1996 : Un flic dans la mafia (Wiseguy) (TV)
- 1997 : Raven (TV) : Mike
- 1997 : Assault on Devil's Island (TV) : Derek
- 1999 : Shadow Warriors II: Hunt for the Death Merchant (TV) : Derek

### Cinéma
- 1999 : Sonic Impact (en) de Rodney McDonald : Rex
- 2000 : Under Pressure : Otto
- 2001 : Fast and Furious (The Fast and the Furious) : Night Truck Driver
- 2002 : Nous étions soldats (We Were Soldiers) : Sfc. Bob White, Mortar Sergeant
- 2002 : My Father's House : Sergeant Major Regan
- 2003 : Traqué (The Hunted) : Delta Colonel